# Ferdinand Marinus
Ferdinand Joseph Bernard Marinus (Antwerpen, 20 augustus 1808 - Namen, 6 juli 1890) was een Belgische landschapsschilder.

## Biografie

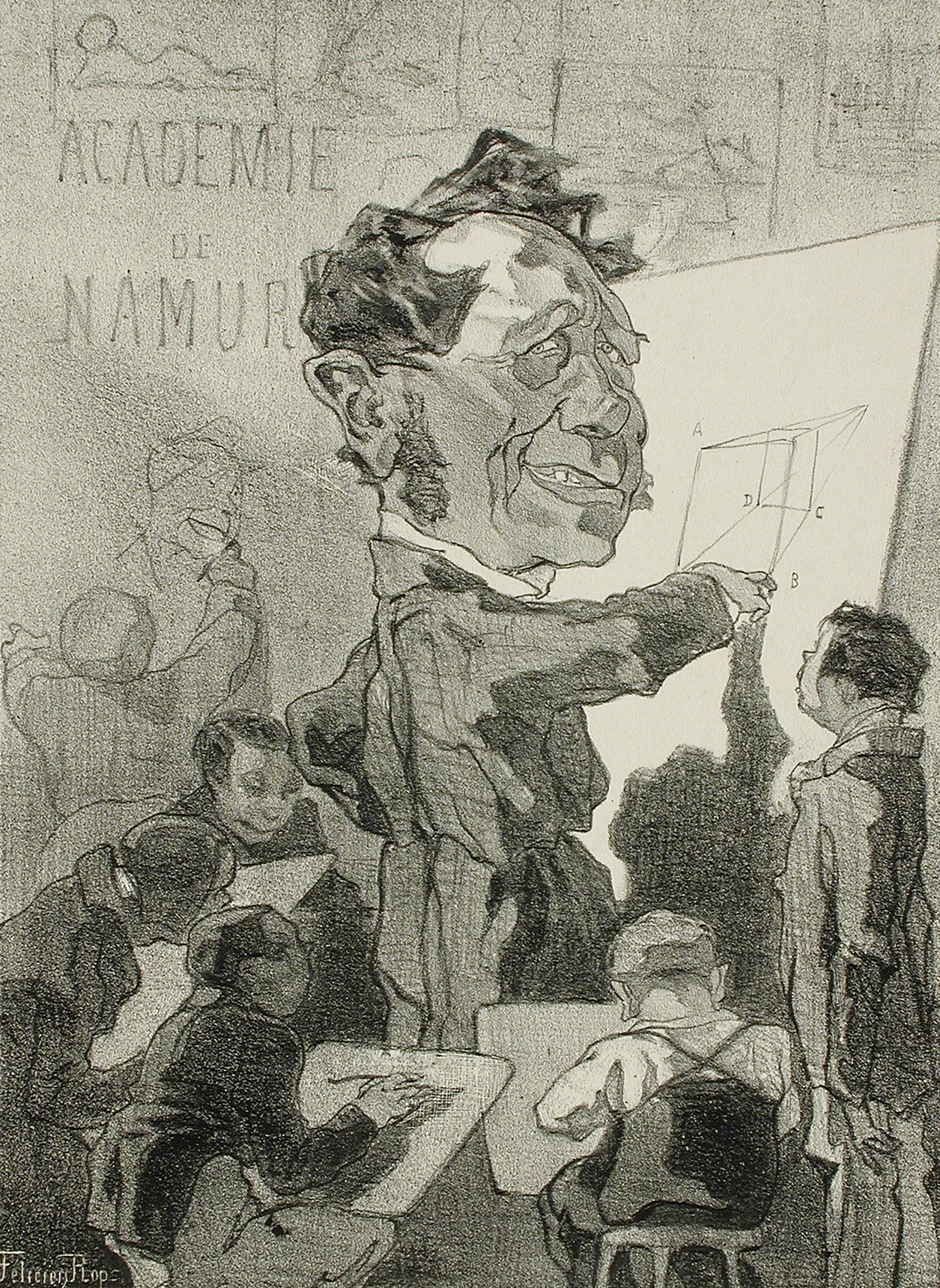
Marinus volgens Félicien Rops

Ferdinand Marinus was de zoon van Jean François Marinus en Marie Claire Kinard. Hij huwde met Marie Anne Bertrand.
Marinus werd opgeleid aan de Antwerpse kunstacademie bij de neoclassicistisch historie- en portretschilder Matthias van Bree (1773-1839) (die ook grote schilders heeft opgeleid, zoals Nicaise De Keyser) en de classicistische schilder Balthasar-Paul Ommeganck (1755-1839). Ook H. J. van der Poorten, G. J. Herreyns (Mechelse academie; o.a. leraar van Gustaaf Wappers en Antoine Wiertz) en J. Dujardin worden in verband met zijn opleiding genoemd. Marinus opteerde van het begin af voor de specialisatie landschapsschilderkunst.
In aansluiting op zijn studies ondernam hij, vanaf zijn twintigste jaar, de traditionele kunst- en studiereizen in diverse West-Europese landen (Italië, Duitsland, Nederland) en in het Alpengebied. Deze reizen stonden voor Marinus meer in het teken van de natuur en het landschap met het oog op latere schilderijen dan van een uitgebreid bezoek aan musea en aan galerijen van oude meesters. Dit laatste aspect kwam uiteraard ook wel aan bod.
In 1825 stelde hij voor het eerst een werk tentoon in Antwerpen : "Landschap met op de voorgrond een koe, met daarnaast een herder die uitrust".
Door een samenloop van omstandigheden kwam Marinus in Namen terecht: daar werd nl. in 1835 een Academie voor Schone Kunsten opgericht en het stadsbestuur wierf leerkrachten aan. Marinus stelde zich kandidaat voor de landschapklas en werd aangesteld zowel in de functie van lesgever als van directeur. Hij bleef in deze functie tot aan zijn pensionering in 1882, toen hij door Jacques-Louis Bonet (1822-1894) werd opgevolgd.
Te Namen leidde hij tal van leerlingen op, o.w. heel wat vooraanstaande landschapschilders : Géo Bernier, Théodore T'Scharner, Euphrosine Beernaert, Jean-Baptiste Kindermans, Joseph Quinaux (1822-1895), François Roffiaen (Ieper, 1820-Elsene, 1898) en Armand Dandoy (1834-1898). Zijn belangrijkste leerling was Félicien Rops. Andere leerlingen waren Narcisse Baudin (1820-1890), Jacques-Louis Bonet (1822-1894), Charles Dumenil (1825-1861), Louis Falmagne, Georges Génisson (1835-1896), Gustave Jomouton en Auguste Dandoy (1839-1893). Veel van zijn leerlingen zouden uitgroeien tot belangrijke landschapschilders uit de 19de eeuw.
Marinus schilderde uitsluitend landschappen. Zijn schildertechniek getuigt van perfectionisme. De vroegste landschappen zijn nog in de trant van Ommegancks neoklassiek landschapsideaal. Marinus zou echter stilaan evolueren naar een meer romantische benadering waarbij hij de natuur benaderde met zijn gevoel. In zijn laatste evolutiefase neigde hij naar het romantisch realisme. Met zijn komst naar Namen zou hij de regio als quasi-exclusieve bron voor zijn onderwerpskeuze gaan gebruiken.
Hij kreeg in 1837 een zilveren medaille bij Koninklijk Besluit.
In mei 2007 werd zijn schilderij "Herder met koeien bij de drinkplaats met ruïnes van kasteel in de verte bij maanlicht" geveild (met een geschatte waarde van € 3000-4000).

## Salondeelnames
Van 1828 af exposeerde hij bijna jaarlijks in de Driejaarlijkse Salons te Brussel, Gent en Antwerpen, alsook op andere kleinere soortgelijke tentoonstellingen in de provincie, waaronder ook te Namen. Marinus was trouwens de drijvende kracht achter de organisatie van "salons" in Namen: in 1838 organiseerde hij het voor de eerste maal. Aansluitend deed hij een poging om een kunstkring, een "Cercle Artistique", op te richten, maar daar slaagde hij niet in. Pas in 1868 organiseerde hij een nieuwe tentoonstelling te Namen. Los daarvan was hij in 1855 medestichter van de "Société archéologique de Namur".
Enkele voorbeelden van salondeelnames :
- Tentoonstelling van Levende Meesters 1827, Den Haag : "Landschap met dieren" (2x)
- Salon 1828, Antwerpen : "Twee koeien gehoed door een herder", "De Mont-Blanc gezien vanuit Chamonix", "Zwitsers landschap. Omgeving van Bazel"
- Salon 1830, Brussel: "Italiaans landschap met ruïne en waterval nabij Arriccia in de Sabijnse bergen", "Italiaans landschap. Herder met zijn kudde bij stormachtig weer".
- Salon 1836, Brussel: "Alpenlandschap"
- Salon 1837, Brugge: "Alpenlandschap"
- Tentoonstelling van Levende Meesters, 1839, Den Haag: "Gezicht op Dinant"
- Tentoonstelling van Levende Meesters 1840, Amsterdam: "Italiaans landschap"
- Salon 1840, Antwerpen: "Halte van de diligence", "Wandeling op de Scheldeoevers", "Halte van de jager" en 2 tekeningen naar de natuur
- Salon 1841, Gent: "Voerlieden in Picardië"
- Tentoonstelling van Levende Meesters 1841, Amsterdam: "De Koninklijke Post"
- Tentoonstelling van Levende Meesters 1841, Den Haag: "De Koninklijke Post"
- Salon 1849, Antwerpen: "Gezicht op de Maas"
- Salon 1850, Brugge: "Overstroming van de Maas nabij Namen in 1850"
- Salon 1859, Kortrijk: "Holle weg in het bos", "In Luxemburg", "Afvaart van de rivier"
- Salon 1865, Kortrijk: "Laroche in de provincie Luxemburg"
- Salon 1871, Gent: "Visserij op de Lesse";
- Salon 1873, Gent: "De Maas te Poilvache" (Antwerpen, Kon. Museum voor Schone Kunsten); Salon 1873, Antwerpen: "Overstroming van de Maas in 1872" en "Gezicht op Poilvache"
- Salon 1880, Gent: "Gezicht op Beauvallon nabij Namen"
- Salon 1888, Antwerpen: "Gezicht op de oude abdij te Villers".

Sporadisch schilderde Marinus ook "historiserende" landschappen, landschapstaferelen waarin historische onderwerpen zijn verwerkt: onder meer "Karel V" (destijds verzameling Charles De Brouckère, Brussel), "De dood van Lélia" (naar "De Giaour" van Lord Byron) en "Landschap. Hassan verrast door de Giaour" (eveneens naar Byron); tot slot ook een middeleeuws tafereel: "Landschap bij valavond. Franciscaner monniken dragen een medebroeder naar zijn laatste rustplaats nabij een kloostergebouw en een gotische kerk".
Marinus' belangrijkste realisatie was een reeks schilderijen voor het Naamse Provinciegebouw (1851-1854), die diverse landschappen uit de provincie voorstellen : de collegiale kerken van Ciney, Fosses-la-Ville en Walcourt, de ruïnes van Beauraing, Montaigle, Poilvache en Rochefort, zichten op Andenne, Bouvignes, Couvin, Dinant en Namen. Ook voor het hôtel Bequet in Namen schilderde Marinus een suite van decoratieve landschappen op maat van de muuroppervlakten (1871-1872), nu in het kasteel van Émines.
Een ander decoratieproject voerde hij uit in het hotel Vercruysse in Kortrijk (1876-1877) en in een kasteeltje in Rhisnes (deelgemeente van de Belgische gemeente La Bruyère) (1878-1979, nu gedeeltelijk herbestemd).

## Iconografie
Van Marinus bestaat een gechargeerd portret door Félicien Rops (litho in Uylenspiegel, 9 aug. 1857).

## Werken in musea
- Koninklijk Museum voor Schone Kunsten, Antwerpen
- Staatliche Museen zu Berlin, Berlijn
- Chartres
- Museum voor Oudheidkunde en Sierkunst en Schone Kunsten, Kortrijk
- Bergen
- Stadhuis en Provinciegebouw, Namen
- Société Archéologique de Namur, Namen
- Riga
- Franstalige Gemeenschap van België
- Kerk Saint-Jacques, Namen

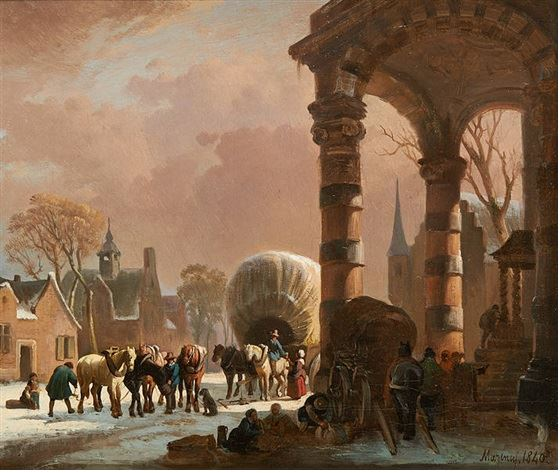
La halte du convoi (1840)
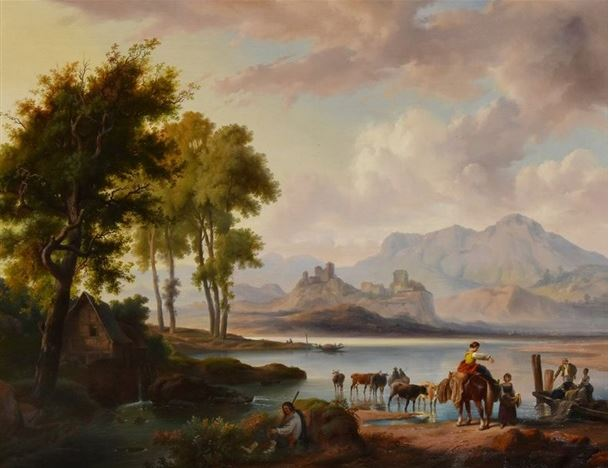
Paysage lacustre animé (1848)
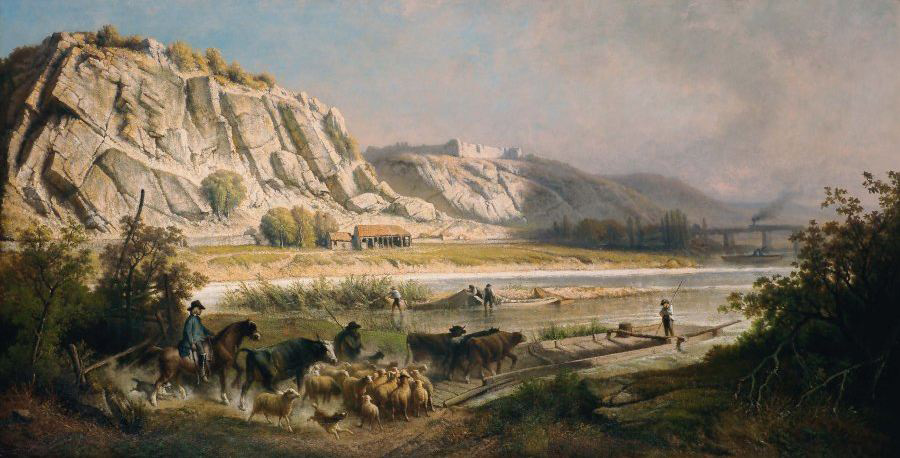
Le passage du guet
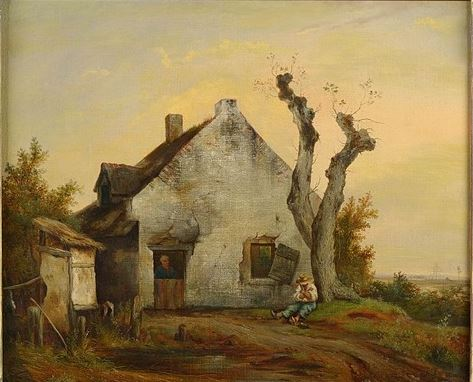
La sieste dans la cour de ferme animée (1837)
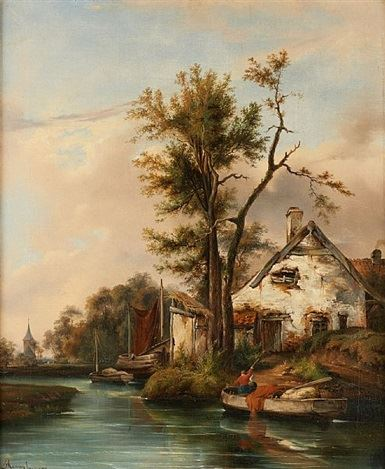
Le retour du pêcheur